# 38 North
38 North — вебсайт, присвячений аналізу Північної Кореї. Колишня програма Американсько-корейського інституту в Школі передових досліджень міжнародних відносин імені Пола Нітце при Університеті Джонса Гопкінса тепер знаходиться у Центрі Стімсона, яким керує колишній службовець Державного департаменту США Джоел С. Віт та головний редактор Дженні Таун. Серед відомих учасників — ядерний вчений Зігфрід Хекер, колишній керівник пхеньянського бюро Ассошіейтед Прес Жан Х. Лі, експерт із кібербезпеки Джеймс Ендрю Льюїс та засновник блогу North Korea Tech, Мартін Вільямс.

## Аналіз супутникових зображень
На 38 North використовуються комерційні супутникові знімки ключових галузей, що представляють інтерес для Північної Кореї, надаючи своїм аналітикам можливість розкрити погляд на розвиток ситуації в країні.
У листопаді 2013 року на 38 North було опубліковано відкриття нового будівництва на північнокорейському запуску ракети, який, за словами інституту, був оновлений для обробки більших ракет.
У січні 2016 року на 38 North було повідомлено про програму підводного човна з балістичних ракет Північної Кореї, використовуючи аналіз супутникових зображень на суднобудуванні Sinpo South, після 21 грудня 2015 року після випробування «викиду» балістичної ракети з підводного човна. Джозеф Бермудез зазначив, що зображення свідчать про активне прагнення Північної Кореї до програми БРПЛ, прогноз, який пізніше був підтриманий чотирма тестами БРПЛ протягом року 16 березня, 23 квітня, 9 липня та 24 серпня.
Пізніше, у січні 2016 року, 38 North повідомив про підозрілу активність на станції запуску Sohae в Північній Кореї. Аналіз супутникових зображень Джека Лю показав низький рівень активності на ключових об'єктах та об'єктах Sohae. Через десять днів після публікації статті Північна Корея провела запуск Unha-4, що несе супутник Kwangmyongsong-4 на Sohae.
У квітні 2016 року на 38 North повідомили про відпрацювання палива з парової установки в ядерному науково-дослідному центрі Yongbyon, що використовується для підігріву поштової станції, що є можливим показником того, що може бути здійснено перероблення додаткового плутонію. У середині квітня на 38 North повідомили про діяльність, в якій Північна Корея почала переробляти плутоній для ядерної зброї. Міжнародне агентство з атомної енергії не підтвердило це до 7 червня, майже через два місяці.
У вересні 2016 року на 38 North повідомляли про нову активність біля всіх трьох порталів на ядерному випробувальному майданчику Punggye-ri на основі аналізу супутникових зображень, проведених Джозефом Бермудесом та Джеком Лю. Діяльність показала, що операції по технічному обслуговуванню та дрібних розкопок відновилися. На наступний день Північна Корея провела свій п'ятий ядерний тест у місті Пунггей-ри.